# Milan Dvořák
Milan Dvořák (Praga, Checoslovaquia; 19 de noviembre de 1934-21 de julio de 2022) fue un futbolista checo que jugaba en la posición de defensa.

## Carrera

### Club
Durante su carrera en divisiones menores y primeros años de profesional los pasó en el Bohemians 1905, pero sus mejores años los pasó en el FK Dukla Praga, con quien jugó de 1954 a 1970 en 261 partidos y anotó 61 goles, aunque era originalmente defensa, lo utilizaban en varias posiciones del campo, incluso de delantero. En 1956 fue goleador de la Primera Liga de Checoslovaquia con quince goles, empatado con Miroslav Wiecek of Baník Ostrava. Ganó seis campeonatos de liga con el Dukla Praga.
Se retiró en 1971 como jugador del FK Viktoria Žižkov.

### Selección nacional
Jugó para Checoslovaquia en 13 partidos y anotó tres goles, dos de ellos en el mundial de Suecia 1958.

## Logros

### Club
- Primera Liga de Checoslovaquia: 6

1956, 1961, 1962, 1963, 1964 y 1966

### Individual
- Goleador de la Primera Liga de Checoslovaquia con 15 goles en 1956.